# Бутник-Сіверський Борис Степанович
Борис Степанович Бу́тник-Сі́верський (нар.16 березня 1901, Чернігів — пом. 5 листопада 1983, Київ) — український радянський мистецтвознавець, історик, етнограф; кандидат історичних наук з 1946 року; член Спілки радянських художників України. Син художника Степана Бутника.

## Біографія
Народився 3 [16] березня 1901 року у місті Чернігові (нині Україна). 1917 року закінчив Чернігівське реальне училище. Працював у Чернігівському губернському, згодом у Всеукраїнському комітетах охорони пам'яток старовини і мистецтва, у Київському центральному архіві, а також у музеях і архівах Вінниці та Полтави, результатом чого стала створена у 1920 році монографія «Новгород-Сіверський». Упродовж 1921—1922 років працював в дитячому санаторії в Пущі-Водицї, де розпочав науково-дослідницьку роботу з дитячого мистецтва. У 1922 році став працювати в Кабінеті мистецтва Всекраїнської академії наук, де у 1924 році організував і очолив Кабінет з дослідження дитячої графічної творчості. У 1926 році закінчив Київський археологічний інститут.
У 1929 році опублікував видання про принципи ілюстрування дитячих книг і статтю про дитячий малюнок; цього ж року в протоколах Президії Всекраїнської академії наук розміщував звіти про роботу зі збору дитячих малюнків в Кабінеті з досліджень дитячої творчості. З 1930 року — науковий співробітник, у 1931—1933 роках — старший науковий співробітник Всекраїнської академії наук. З 1931 року керував Кабінетом масового революційного мистецтва; одночасно викладав курс художнього виховання у вишах та вів редакторську роботу в дитячому видавництві.
У 1933—1939 роках за направленням працював у Баку, обіймав посаду ученого секретаря Інституту історії, археології і етнографії АН Азербайджанської РСР. Протягом 1939—1940 років працював у Ленінграді художнім керівником Музею етнографії АН СРСР. Був асистентом і помічником декана економічного факультету Ленінградського університету та головним бібліографом публічної бібліотеки.
В червні 1944 року повернувся до Києва і до 1970 року працював в Інституті мистецтвознавства, фольклору та етнографії АН УРСР (у 1944—1955 роках — старший науковий співробітник, завідувач відділу образотворчого мистецтва). У 1968 році нанороджений Почесною грамотою Президії Верховної Ради УРСР.
Жив у Києві в будинку на вулиці Саперному Полі, № 28, квартира 35. Помер у Києві 5 листопада 1983 року.

## Наукова діяльність
Працював в галузі історії українського образотворчого мистецтва, народного декоративного мистецтва (вивчав петриківський розпис), плаката, художньої критики, дитячої творчості. Склав бібліографічний покажчик із художнього виховання дитини. Серед робіт:
- «Принципи ілюстрування дитячої книжки» (Київ, 1929);
- «Дитячий малюнок» // Записки історико-філологічного відділу. Київ, 1929. Книги 21–22;
- «Діяльність Кабінету дослідження дитячої творчости при ВУАН» // Вісті ВУАН. 1929. № 3–4;
- «Кабінет революційно-масового мистецтва» // Вісті ВУАН. 1930. № 6;
- «Малороссийский словарь» і «Грамматика» П. Білецького-Носенка // Наукові записки Інституту мовознавства АН УРСР. 1946. Томи 2–3;
- «Архітектор В. І. Беретті у Києві» (Київ; Ленінград, 1947);
- «Винниченко про Петлюру» (Київ, 1956);
- «Григорій Петрович Світлицький: Нарис про життя і творчість» (Київ, 1958);
- «Советский плакат зпохи гражданской войньї 1918—1920» (Москва, 1960) (рос.);
- «Традиции и новаторство в украинском советском народном искусстве» (Москва, 1964) (рос.);
- «Выставки советского изобразительного искусства», Томи 1–4. (Москва, 1965; 1967–1968; у співавторстві) (рос.);
- «Українське радянське народне мистецтво» (Київ, 1965, 1967);
- «Український народний живопис: Альбом» (Київ, 1967; у співавторстві);
- довідник «Выставки советского изобразительного искусства», томи 1—4 (Москва, 1967) (рос.).
- «Українське радянське народне мистецтво. 1941–1967» (Київ, 1970);
- «Народные украинские рисунки» (Москва, 1971) (рос.);
- «Український радянський сувенір» (Київ, 1972).

Упорядник, автор передмови і коментарів видання «Репин и Украина. Письма деятелей украинской культуры и искусства к Репину. 1896–1927» (Київ, 1962). Упорядкував також альбоми творчих робіт Михайла Біласа (Київ, 1972) та Марфи Тимченко (Київ, 1974). 
Брав активну участь у підготовці видання «Історія українського мистецтва» (том 6, Київ, 1968).. 

### Шевченкознавство
Автор досліджень, присвячених Тарасові Шевченкові:
- «Мистецькі твори Тараса Шевченка років заслання» (1954);
- «Роль Петербурзької Академії Мистецтв у розвитку освіти на Україні у першій половині 19 століття» (1958);
- «До історії деяких малюнків Тараса Шевченка» (1959);
- «Волзькі краєвиди. Мандрівка в творчу лабораторію Тараса Шевченка» (1962);
- «Три знахідки» (1963);
- «Шевченко-художник в уяві народу» (1965).

Один з упорядників зібрання творів Тараса Шевченка у 10-ти томах (Київ, 1963) і колективної праці «Мистецька спадщина Тараса Шевченка» (томи 1—4, Київ, 1961—1964).